# دوغ سومرز
دوغ سومرز (بالإنجليزية: Doug Somers)‏ هو مصارع محترف أمريكي، ولد في 22 سبتمبر 1951 في منيابولس في الولايات المتحدة، وتوفي في 16 مايو 2017 في بوتشانان في الولايات المتحدة.

## روابط خارجية
- دوغ سومرز على موقع CageMatch worker (الإنجليزية)
- دوغ سومرز على موقع قاعدة بيانات المصارعة على الإنترنت (الإنجليزية)